# 渕上舞 (声優)
渕上 舞（ふちがみ まい、1987年5月28日 - ）は、日本の女性声優、歌手。福岡県福岡市出身。m&i所属。

## 来歴
2007年の「第2回 シグマ・セブン公開オーディション」に合格（同期に西明日香・大亀あすか・田丸篤志）、代々木アニメーション学院東京校声優タレント科を卒業。
2009年にゲーム『おおかみかくし』で朝霧かなめ役に抜擢され、事実上のデビュー作となる（それ以前にも端役を演じたことがある）。
2011年4月、シグマ・セブンeを退所しフリーとなる。同年8月、インクストゥエンターに所属する。
朝霧かなめを演じてしばらく端役続きで「上手くいかないことが多い」と自負していた矢先の2012年、引退覚悟で挑んだというテレビアニメ『ガールズ&パンツァー』で主演・西住みほ役に抜擢され知名度が上昇。さらに翌年『ドキドキ!プリキュア』にて四葉ありす / キュアロゼッタ役、『蒼き鋼のアルペジオ -アルス・ノヴァ-』でもヒロイン・イオナ役に起用された。同年には同作のプロモーションを兼ね「Trident」を結成し歌手活動をスタート。
2014年3月1日、『ガールズ&パンツァー』が第8回声優アワードのシナジー賞を受賞したことを受け、代表者として壇上に立った。
2015年3月28日、初の写真集『アオイトリ』を発売。
2016年、『ガールズ&パンツァー 劇場版』の演技で第25回日本映画批評家大賞新人声優賞を受賞。
2018年1月24日、ランティスよりアルバム『Fly High Myway!』で、ソロ歌手デビューを果たす。
2024年5月28日、自身のXアカウントにて結婚したことを報告。
2025年2月1日、所属事務所の公式サイトおよび自身のXアカウントにて第一子となる女児を出産したことを報告。

## 人物
声優を志したきっかけは、高校時代に友人の勧めで水樹奈々のDVDを観て感激したことによるもの。当初は女優志望だったが挫折した。
初めて経験したアルバイトはケーキ屋である。
鳥好きで、「チェルシー」という名前のセキセイインコのオスを飼っていたが、2015年5月9日、Twitterに『愛鳥・チェルシーが眠りにつきました。』と投稿した。その後、2015年7月3日に「ひまわり」という名前の「セネガルパロット（ネズミガシラハネナガインコ）」のメスを新たに飼い始めた。
同姓同名かつ同じ福岡出身であるHKT48の渕上舞とは混同されることがあり、2015年5月20日に発表された「AKB48 41stシングル 選抜総選挙」の速報順位でHKT48の渕上が15位にランクインした際に、同一人物だと勘違いしたファンから間違って祝福のメッセージが渕上のTwitterアカウントに送られてしまい、渕上が別人だと説明する一幕もあった。こうしたことから混同を避けるために6月2日に自身のTwitterのアカウント名を「渕上舞(声優)」に変更した。その後アカウント名を再度変更し「渕上舞♡鳥飼い」を使用後、2018年3月に再び「渕上舞(声優)」へ変更した。2021年5月28日には音泉の特別番組として配信されるWebラジオ『渕上舞と渕上舞の“舞 ネーム イズ 渕上！”』にて共演が実現した。以降、両者は親しい友人となり、一緒に食事をするなど交流を続けている。

## 出演
太字はメインキャラクター。

### テレビアニメ
2009年
- とある魔術の禁書目録（2009年 - 2019年、女生徒、ウェイトレス、浦上、アガター） - 3シリーズ
- 宙のまにまに（真由、高梨ゆかり、女子、文芸部員、宮前、白鳥翔子）
- うみものがたり 〜あなたがいてくれたコト〜（エビ美女兵士 姉、女子）
- かなめも（同級生F）
- ミラクル☆トレイン〜大江戸線へようこそ〜（麻衣）
- WHITE ALBUM（報道陣D）

2010年
- おおかみかくし（朝霧かなめ）
- ハートキャッチプリキュア!（生徒会幹部）
- BLEACH（2010年 - 2011年、女性霊、タイマーの声）

2011年
- ドラゴンクライシス!
- ほんとにあった!霊媒先生（若宮ひな子、リズ、マル）
- 電波女と青春男（前川さん）
- バカとテストと召喚獣にっ!（6年生男子C）

2012年
- この中に1人、妹がいる!（生徒）
- ガールズ&パンツァー（2012年 - 2013年、西住みほ）

2013年
- ドキドキ!プリキュア（2013年 - 2014年、四葉ありす / キュアロゼッタ）
- アウトブレイク・カンパニー（ペトラルカ・アン・エルダント三世）
- 蒼き鋼のアルペジオ -アルス・ノヴァ-（イオナ）

2014年
- 地下すぎアイドル あかえちゃん（黄っこ）
- 桜Trick（池野楓）
- うーさーのその日暮らし シリーズ（2014年 - 2015年、イオナ） - 2シリーズ
- 人生相談テレビアニメーション「人生」（志乃）
- Re:␣ ハマトラ（スキル）
- ハピネスチャージプリキュア!（キュアロゼッタ）
- クロスアンジュ 天使と竜の輪舞（2014年 - 2015年、メイ）

2015年
- 暗殺教室（2015年 - 2016年、潮田渚） - 2シリーズ
- えとたま（メイたん）
- アイドルマスター シンデレラガールズ（北条加蓮） - 2シリーズ

2016年
- ディバインゲート（ウンディーネ）
- ラグナストライクエンジェルズ（東条ひなた）
- 遊☆戯☆王ARC-V（2016年 - 2017年、グレース・タイラー、レイ）
- デジモンユニバース アプリモンスターズ（2016年 - 2017年、樫木亜衣）

2017年
- アイドル事変（鬼丸靜）
- ガヴリールドロップアウト（委員長 / まち子）
- 妖怪ウォッチ（ウッフンマゼンダ）
- アクションヒロイン チアフルーツ（神栖真心 / カミダイオー）
- アイドルマスター シンデレラガールズ劇場（2017年 - 2019年、北条加蓮） - 3シリーズ
- キノの旅 -the Beautiful World- the Animated Series（息子）

2018年
- 刀使ノ巫女（皐月夜見）
- PERSONA5 the Animation（2018年 - 2019年、川上貞代） - 1シリーズ + 特別編前後編
- Caligula -カリギュラ-（水口茉莉絵 / ウィキッド）
- 音楽少女（竜王更紗）
- プラネット・ウィズ（熊代晴海）
- 走り続けてよかったって。（生駒景）

2019年
- みにとじ（皐月夜見）
- 荒野のコトブキ飛行隊（カミラ）
- カードファイト!! ヴァンガード（2019年 - 2020年、日比野エスカ） - 2シリーズ
- ラディアン（2019年 - 2020年、オコホ）

2020年 
- 恋する小惑星（木ノ幡みさ）
- 魔術士オーフェンはぐれ旅（2020年 - 2023年、ドーチン） - 4シリーズ
- ゲゲゲの鬼太郎（第6作）（まーちゃん）

2021年
- アズールレーン びそくぜんしんっ!（アドミラル・グラーフ・シュペー）
- ゆるキャン△ SEASON2（飯田さんの娘）
- 半妖の夜叉姫（風太）
- 探偵はもう、死んでいる。（加瀬風靡）
- アイドリッシュセブン Third BEAT!（花巻すみれ）

2022年
- トライブナイン（有栖川さおり、ねこまる）
- このヒーラー、めんどくさい（アンナ）

2023年
- Buddy Daddies（タイガ）
- 青のオーケストラ（滝本かよ）
- レベル1だけどユニークスキルで最強です（エルザ・モンスーン）
- 東京リベンジャーズ（河田ナホヤ〈小学生〉、河田ソウヤ〈小学生〉）

2024年
- ブルーアーカイブ The Animation（ユメ）

2025年
- BanG Dream! Ave Mujica（海鈴の母）

2026年
- 悪役令嬢は隣国の王太子に溺愛される（ティアローズ）

### 劇場アニメ
- 映画 ドキドキ!プリキュア マナ結婚!!?未来につなぐ希望のドレス（2013年、四葉ありす / キュアロゼッタ[70]）
- 映画 プリキュアオールスターズNewStage2 こころのともだち（2013年、四葉ありす / キュアロゼッタ[71]）
- 映画 プリキュアオールスターズNewStage3 永遠のともだち（2014年、四葉ありす / キュアロゼッタ[72]）
- 劇場版 蒼き鋼のアルペジオ -アルス・ノヴァ- DC / Cadenza（2015年、イオナ[73][74]） - 2作品
- ガールズ&パンツァー 劇場版（2015年、西住みほ）
- 映画 プリキュアオールスターズ みんなで歌う♪奇跡の魔法!（2016年、四葉ありす / キュアロゼッタ）
- 劇場版 暗殺教室 365日の時間 / 殺せんせーQ!（2016年、潮田渚）
- 映画 HUGっと!プリキュア♡ふたりはプリキュア オールスターズメモリーズ（2018年、四葉ありす / キュアロゼッタ[75]）

### OVA
- OVAの中に1人、妹がいる!（2013年、人妻店員）
- 暗殺教室「episode:0 出会いの時間」（2014年、潮田渚） - ジャンプスペシャルアニメフェスタ2014上映作品[76]
- ガールズ&パンツァー これが本当のアンツィオ戦です!（2014年、西住みほ[77]）
- チェインクロニクル 〜ショートアニメ〜（2014年、サーシャ[78]）
- ヒーローカンパニー（2015年、ヒューガ・ヒカル） - コミックス第8巻アニメDVD付き特装版
- ガールズ&パンツァー 最終章（2017年 - 2023年、西住みほ[79]）
- OVA アズールレーン Queen's Orders（2023年、アドミラル・グラーフ・シュペー）

### Webアニメ
- アイドルマスター シンデレラガールズ劇場 火曜シンデレラシアター / Extra Stage（2017年 - 2020年、北条加蓮[50]） - 2シリーズ
- ケンガンアシュラ（2019年、檜山瞬花[80]） - 2シリーズ [一覧 9]
- ガンダムビルドダイバーズRe:RISE（2019年 - 2020年、メイ[81]） - 2シリーズ
- ガンダムビルドダイバーズ バトローグ（2020年、メイ）
- えとたま〜猫客万来〜（2021年、メイたん[82]）
- みにヴぁん ら〜じ（2022年、日比野エスカ）

### ゲーム
2009年
- おおかみかくし（朝霧かなめ）
- デモンブライド（イヴ、アスタロト）

2010年
- 密室のサクリファイス

2012年
- 嫁コレ（西住みほ、ペトラルカ・アン・エルダント三世〈アニメ版〉）

2013年
- 鬼ごっこ! Portable（なずな）
- 艦隊これくしょん -艦これ-（イオナ）

2014年
- アイドルマスター シンデレラガールズ（2014年 - 2024年、北条加蓮） - 2作品
- 82Hブロッサム（黒川琴子）
- ガールズ&パンツァー 戦車道、極めます!（西住みほ）
- 消滅都市（リサ）
- Tokyo 7th シスターズ（2014年 - 2019年、羽生田ミト、比嘉アグリ）
- ToHeartハートフルパーティ（大宮ちりん）
- ヒーローズプレイスメント（櫛田ももち）
- レファルシアの幻影（ティアナ）
- World of Tanks（西住みほ）

2015年
- 暗殺教室 殺せんせー大包囲網!!（潮田渚）
- オルタンシア・サーガ -蒼の騎士団-
- クロスアンジュ 天使と竜の輪舞tr.（メイ）
- 車なごコレクション（N ONE、i-MiEV、フィット、N-BOX SLASH）
- シューティングガール（唐澤安里奈）
- 白猫プロジェクト（ユピテル・ザ・プラネット）
- 戦国修羅SOUL（茶々）
- 絶対迎撃ウォーズ（チャンドラ）
- 魔壊神トリリオン（ペルペル）
- ミラクルガールズフェスティバル（イオナ）
- 乱撃!魔法学園 -ムリムリ女神- by GMO（レギンレイブ）
- LORD of VERMILION ARENA（ドゥクス・ティア）

2016年
- アンジュ・ヴィエルジュ〜ガールズバトル〜（コードΩ47トト、ノルン・ラプラシア）
- アイドル事変（鬼丸静）
- 暗殺教室 アサシン育成計画!!（潮田渚）
- オルタナティブガールズ（シルビア＝リヒター）
- Caligula -カリギュラ-（ウィキッド / 水口茉莉絵）
- クイズRPG 魔法使いと黒猫のウィズ（マーガレット・リル）
- 消滅都市2（リサ）
- 戦の海賊（イオナ）
- ディバインゲート（ウンディーネ）
- ドリフトガールズ（青谷紗輝）
- ファンタジーウォータクティクス（クリス）
- ペルソナ5（川上貞代）
- 僕の彼女は人魚姫!?（衣音）
- マジガーーーーール!!!（山崎春）
- 魔法図書館キュラレ（テスラ）
- ラグナストライクエンジェルズ（東条ひなた）

2017年
- ガンガンピクシーズ（塩川ユウヘイ）
- 最終戦艦withラブリーガールズ（ミズーリ、アーク・ロイヤル、ロンドン、リシュリュー、洛陽）
- Song of Memories（神代風歌）
- プリキュア つながるぱずるん（四葉ありす / キュアロゼッタ）
- 魔女と百騎兵2（ガブリエーレ）
- ららマジ（ホニャ、ヒルデ）
- ルナプリ from 天使帝國（レミィ）

2018年
- ガールズ&パンツァー ドリームタンクマッチ（西住みほ）
- 刀使ノ巫女 刻みし一閃の燈火（皐月夜見）
- きららファンタジア（池野楓、ジンジャー）
- アズールレーン（2018年 - 2022年、アドミラル・グラーフ・シュペー）
- Caligula Overdose -カリギュラ オーバードーズ-（ウィキッド / 水口茉莉絵）
- グリムノーツ Repage（五月ウサギ）
- アトリエオンライン 〜ブレセイルの錬金術士〜（エリカ）
- メギド72（2018年 - 2023年、フリアエ）

2019年
- 47 HEROINES（渭山明）
- ワンダーグラビティ 〜ピノと重力使い〜（ヴェロニカ）
- 蒼き鋼のアルペジオ -アルス・ノヴァ- Re:Birth（イオナ）
- 音乐少女（龙王更纱）
- ポケモンマスターズ / EX（2019年 - 2023年、フヨウ）
- Project NOAH-プロジェクト・ノア-（ヘレナ・シャノン）
- アッシュアームズ‐灰燼戦線-（88mm FlaK36 アハトアハト、Ju87B スツーカ）
- ペルソナ5 ザ・ロイヤル（川上貞代）
- アクション対魔忍（相州蛇子）
- 東方キャノンボール（パチュリー・ノーレッジ）

2020年
- アズールレーン クロスウェーブ（アドミラル・グラーフ・シュペー） - DLC追加キャラクター
- エコーズオブパンドラ（ライン）
- World of Warships:Legends（アドミラル・グラーフ・シュペー）
- サクラ革命 〜華咲く乙女たち〜（豊玉こがね）
- アークナイツ（2020年 - 2023年、グレイ）

2021年
- カルテットファンタジア（カサンドラ、ルリ）
- 世界革命RPG ロードオブヒーローズ（ルミエ）
- 風雨来記4（クールでミステリアスな女の子）
- ブラウンダスト（アナデュティ）
- モンスターストライク（2021年 - 2023年、阿頼耶、極楽浄土）
- カウンター・アームズ
- Caligula2（天吹茉莉絵）
- 東方ダンマクカグラ（アリス・マーガトロイド）
- ポーカーチェイス（加藤小遥）
- ガーディアンテイルズ（カリナ）
- ドールズフロントライン（RPK-16）

2022年
- アイドルマスター ポップリンクス（北条加蓮）
- 機動戦士ガンダム アーセナルベース（メイ）
- エターナルツリー（アルヴェラ、アンネリーズ）
- アサルトリリィ Last Bullet（西住みほ）

2023年
- 六本木サディスティックナイト（弓長ハル）
- キュービックスターズ（極楽浄土の少女）

2024年
- ヘブンバーンズレッド（茅森陽向）
- 悪役令嬢は隣国の王太子に溺愛される（ティアラローズ）

2025年
- プリンセスコネクト!Re:Dive（幸雨澄花）
- エンバーストーリア（エリ＝アノン）

### ドラマCD
- アイツの大本命（小池のぞみ）
- アイドルマスター シンデレラガールズ シリーズ（北条加蓮）
  - THE IDOLM@STER CINDERELLA GIRLS Cool Summer Vacation![160]
  - テレビアニメ BD / DVD 第8巻 完全生産限定版特典ドラマCD「Challenges to change」[161]
  - アイドルマスター シンデレラガールズ WILD WIND GIRL - コミック第5巻オリジナルCD付き特装版
- 蒼き鋼のアルペジオ -アルス・ノヴァ- スペシャルCDドラマ メンタルモデルも電気羊の夢を見るのではないか?（2014年、イオナ） - ヤングキングアワーズ 2014年2月号付録
  - 蒼き鋼のアルペジオ 第24巻ドラマCD付き特装版（2022年）[162]
- 悪役令嬢は隣国の王太子に溺愛される（ティアラローズ[163]） - コミック第7巻ドラマCD付き限定版
- 嵐のあと（トモコ）
- 終わりなき夏 永遠なる音律（リーゼロッテ・シュレーベル）
- ガールズ&パンツァー シリーズ（西住みほ）[164]
  - ガールズ&パンツァー ドラマCD 今度はドラマCDです！
  - ガールズ&パンツァー ドラマCD2 もうすぐアンツィオ戦です！
  - ガールズ&パンツァー ドラマCD3 あんこうチーム訪問します！
  - ガールズ&パンツァー ドラマCD4 月刊戦車道CD 戦車女子特集します！
  - ガールズ&パンツァー劇場版 ドラマCD5 新しい友達ができました！
  - ガールズ&パンツァー最終章 ドラマCD1 テスト勉強です！
  - ガールズ&パンツァー最終章 ドラマCD2 学園祭です!?
- 奇想天外フュージョンCD vol.1 赤﨑千夏×渕上舞 [165]
- 胡鶴捕物帳 第弐巻（少女）
- これはゾンビですか?（女性客）
- SASRA2（少女）
- センチメンタル・セクスアリス（小峰多佳子）
- タッチ・ミー・アゲイン（女性B）
- 東海道HISAME-陽炎- シリーズ（小百合）
  - 東海道HISAME-陽炎- 千子村正編
  - 東海道HISAME-陽炎- 高野山激闘編
- 薔薇嬢のキス シリーズ
  - 薔薇嬢のキス〜rose1〜（アニス友人）
  - 薔薇嬢のキス〜rose2〜（なな）
- ふしぎ荘+住人×住人4（まりん 他）
- ぼくたちと駐在さんの700日戦争 Part.2（早苗）
- 勾玉花伝 巫女姫様とさくらの契約（娘たち）
- 魔法少女OverAge（桂ゆかり）[166] - 同人CD
- ミリオンドール 第6巻付属ドラマCD「ミリオンドールnextbeat」（2020年、あおい〈マリ子母〉）
- 眼鏡cafe GLASS2
- モンスターコレクションTCG ドラマCD七星魔導史マフィン伝「魔剣の姫君と花園の歌姫」（フロマージュ）
- 烈風の騎士姫（街の女）

### ASMR
- 思い出シリーズ
  - ASMR恋人先生との思い出～さとみ先生と始める大人の恋～（2021年、鹿島聡美[167]）
  - ASMR恋人先生との思い出〜ふたりきりで過ごす夏のビーチ〜（2023年、鹿島聡美[168]）

- エクラント・ドールズ
  - ASMR恋煩いの乙女たちP.L.U.S.～ユイ姉と過ごす思い出タイム～（2024年、朝凪優依[169]）

### オーディオドラマ
- リアルでレベル上げしたらほぼチートな人生になった（青山秋波[170]）
- 悪役令嬢は隣国の王太子に溺愛される（ティアラローズ）※小説第8巻特典QRコード[171]、コミックス第4巻特典QRコード[171]、コミックス第7巻特典QRコード[163]、小説第11巻特典QRコード[163]
- 六本木サディスティックナイト（2021年、弓長ハル[172]）

### 吹き替え
- 監禁ハイウェイ（ドイツ語版）（2009年、ウェンディ）
- フューリー（2015年、エマ 役）

### デジタルコミック
- VOMIC MOMO（2009年）
- シメジ シミュレーション（2020年、しじまの姉[173]）
- ぜっしゃか！-私立四ツ輪女子学院絶滅危惧車学科- ボイスコミック（2020年、御子柴沙也[174]）
- 魔石グルメ 魔物の力を食べたオレは最強!（2020年、オリビア[175]）
- 反抗できない！いばらちゃん（2020年、お母さん）
- マジカル★エクスプローラー エロゲの友人キャラに転生したけど、ゲーム知識使って自由に生きる（2021年、毬乃[176]）
- 拝啓…殺し屋さんと結婚しました（2021年、音成[177]）
- 愚かな天使は悪魔と踊る（2021年、部長 ほか[178]）
- 晴れ晴れ日和（2022年、花屋のお姉さん[179][180]）
- Ghostwriter（2023年、和都尊[181]）
- スタジオカバナ（2023年、田中えりな[182]）

### ラジオ
※はインターネット配信。
- 癒されBar若本シーズンZwei（2009年 - 2010年、インターネットラジオ※）
- MY♥ME♥MINE（2012年 - 2013年、FM-FUJI）
- ガールズ&パンツァー〜ラジオ道〜（2012年、超!A&G+※）
- Saturday Maniac Radio／サタマニ♪（2013年 - 2015年、レインボータウンFM）
- 蒼きラジオのアルペジオ（2013年 - 2014年、音泉※）
- アウトブレイク・カンパニー OBCラジオ（2013年 - 2014年、ラジオ大阪）
- 蒼きラジオのアルペジオ改（2014年 - 2016年、音泉※）[183]
- アニメ「暗殺教室」ラジオの時間〜3年E組 ころ八（ぱち）先生！〜（2016年、超!A&G+※）
- 渕上舞のHAPPY FRIDAY HOUR☆（2016年 - 2018年、SMART USEN※）
- 渕上舞のとりあえずまぁ、話だけでも。（2016年 - 2022年、超!A&G+※）
- 八島さらら＆渕上舞『START UP with YOU』（2017年 - 、ニコニコ生放送※[184]）
- RADIO 1000ちゃんねる（2017年 - 、HiBiKi Radio Station※）[185]
- 声優NOTE（2018年1月 - 3月、2019年1月 - 3月、2020年1月 - 3月、JFN系列）[186]
- 渕上舞の「まいラジ」（2018年 - 、USEN C-26※）
- 鷲崎健のヨルナイト×ヨルナイト（2020年2月度月曜アシスタント、超!A&G+※）
- 渕上舞と渕上舞の“舞 ネーム イズ 渕上！”（2021年5月28日・9月21日・2022年5月28日・9月21日、音泉※）
- 青春ラジメニア（2022年7月1日 - 9月30日、ラジオ関西） - 「MLピックアップ」コーナーパーソナリティ[187]

### ラジオCD
- ラジオCD「蒼きラジオのアルペジオ」 Vol.1 - 2（2014年）
- ラジオCD「蒼きラジオのアルペジオ改」 Vol.1 - 4（2015年 - 2016年）
- 新田恵海のえみゅーじっく♪まじっく☆ つん6（2016年）録りおろし特別盤ゲスト

### テレビ番組
※はインターネット配信。
- VOCALOID公式チャンネル（2011年、ニコニコ動画※）
- 女子が語るアニメ話「これスキ!なんかイモみたい!!」（2013年 - 2015年、YouTube※）
- チャンネルはオープンソースでっ!（2014年 - 2015年、ニコニコ生放送※）パーソナリティ
- ニコニコ声優グランプリ生放送（2014年 - 2015年、ニコニコ生放送※）パーソナリティ
- 声優シェアハウス 渕上舞の今日は雨だから…（2015年 - 、アイドル専門チャンネルPigoo）[188]
- LIPSS〜イノセントな囁き〜（2019年、テレビ埼玉・ニコニコ生放送※）

### 映像商品
- THE IDOLM@STER CINDERELLA GIRLS 2ndLIVE PARTY M@GIC!!（2015年）[189]
- 声優散歩〜渕上舞〜（2016年）
- THE IDOLM@STER CINDERELLA GIRLS Live Broadcast 24magic 〜シンデレラたちの24時間生放送！〜（2021年）[190]
- THE IDOLM@STER M@STERS OF IDOL WORLD!!!!! 2023 Blu-ray PERFECT BOX!!!!!（2023年）[191]

### ナレーション
- あした!こうなるテレビ（天の声）
- お取り寄せレストラン 今すぐ食べたくなる！おいしい1時間（2017年5月28日放送分）[1]
- バナナマンのドライブスリー（2019年6月11日放送分）

### オーディオブック
- 崩れる脳を抱きしめて（2019年、弓狩環[192]）
- 夢をかなえるゾウ4 ガネーシャと死神（2020年、志織[193]）

### 車内放送
以下の路線の「アクアワールド大洗〜海門橋北口」で、約40秒の収録音源アナウンスが流れる。
- 茨城交通（2012年） - 2012年11月18日 - 2013年12月31日[194]
  - 茨大前営業所〜水戸駅〜アクアワールド大洗〜那珂湊駅
  - 那珂湊駅〜アクアワールド大洗〜水戸駅〜茨大前営業所
  - 那珂湊駅〜アクアワールド大洗〜水戸駅
  - 水戸駅〜アクアワールド大洗〜那珂湊駅
  - 茨大前営業所〜水戸駅〜フェリーターミナル〜アクアワールド大洗〜那珂湊駅

### 舞台
- LIAR GAME murder mystery『爆発廃工場 〜犯人の挑戦状〜』『首切りホテル 〜最後の夜宴〜』（2024年6月11日、飛行船シアター）[195]

### PV
- 不揃いの連理 2巻発売記念PV（2019年、伊織[196]）
- いろはにほエロ! 1巻発売記念PV（2020年、水無瀬紅葉[197]）

### その他コンテンツ
- 東芝『dynabook』おすすめポイント講座（2011年）
- ドキドキ!プリキュア ミュージカルショー♪ 〜アニマルランドでだいぼうけん！〜（四葉ありす / キュアロゼッタ）（2013年）
- パチスロ『十字架II』（アイナ）（2013年）
- オーイズミ『1000ちゃんねる』スペシャルショートドラマ1000ちゃん（Dr.ミリオ）（2014年）
- 3DS「暗殺教室 殺せんせー大包囲網!!」キャストプレイ動画 [198]（2015年）
- 代々木アニメーション学院 新生ブランドサイト『わがままを育てる』[199]（2015年）
- ダウンロードボイス（天百合優佳）

## ディスコグラフィ

### シングル
|     | 発売日         | タイトル                                 | 規格品番   | オリコン 最高位 |
| --- | -------------- | ---------------------------------------- | ---------- | --------------- |
| 1st | 2018年8月8日   | Rainbow Planet                           | LACM-14787 | 56位            |
| 2nd | 2018年10月24日 | リベラシオン                             | LACM-14808 | 55位            |
| 3rd | 2019年8月28日  | Love Summer!                             | LACM-14922 | 68位            |
| 4th | 2020年2月5日   | 予測不能Days                             | LACM-14964 | 33位            |
| 5th | 2020年4月29日  | Crossing Road                            | LACM-14996 | 74位            |
| 6th | 2021年1月27日  | 操り人形クーデター                       | LACM-24077 | 53位            |
| 7th | 2022年7月27日  | 人芝居                                   | LACM-24295 | 67位            |
| 8th | 2023年4月26日  | ファンタジック・パートナー/終焉のDestiny | LACM-24345 |                 |

### アルバム
|        | 発売日        | タイトル           | 規格品番   | 規格品番   | オリコン 最高位 |
| CD+BD  | 発売日        | タイトル           | CD         |            | オリコン 最高位 |
| ------ | ------------- | ------------------ | ---------- | ---------- | --------------- |
| 1st    | 2018年1月24日 | Fly High Myway!    |            | LACA-15690 | 28位            |
| ミニ   | 2019年1月23日 | Journey & My music | LACA-35753 | LACA-15753 | 28位            |
| 2nd    | 2021年1月27日 | 星空               | LACA-35857 | LACA-15857 | 60位            |
| ミニ   | 2023年1月25日 | MAI CREATE         |            | LACA-25023 |                 |
| ベスト | 2024年1月24日 | Dreamy Stories     | LACA-35081 |            | 未公表          |

### タイアップ曲
| 楽曲                       | タイアップ                                                                | 時期   |
| -------------------------- | ------------------------------------------------------------------------- | ------ |
| Rainbow Planet             | テレビアニメ『プラネット・ウィズ』エンディングテーマ                      | 2018年 |
| リベラシオン               | テレビアニメ『ユリシーズ ジャンヌ・ダルクと錬金の騎士』オープニングテーマ | 2018年 |
| 予測不能Days               | テレビアニメ『魔術士オーフェンはぐれ旅』エンディングテーマ                | 2020年 |
| Crossing Road              | テレビアニメ『食戟のソーマ 豪ノ皿』エンディングテーマ                     | 2020年 |
| 操り人形クーデター         | テレビアニメ『魔術士オーフェンはぐれ旅 キムラック編』エンディングテーマ   | 2021年 |
| 人芝居                     | テレビアニメ『ようこそ実力至上主義の教室へ 2nd Season』エンディングテーマ | 2022年 |
| ファンタジック・パートナー | テレビアニメ『魔術士オーフェンはぐれ旅 アーバンラマ編』エンディングテーマ | 2023年 |
| 終焉のDestiny              | テレビアニメ『魔術士オーフェンはぐれ旅 聖域編』エンディングテーマ         | 2023年 |

### キャラクターソング
| 発売日   | 商品名                                                                                                | 歌 | 楽曲 | 備考                                                                                    |
| 2012年   | 2012年                                                                                                | 2012年 | 2012年 | 2012年                                                                                  |
| -------- | --- | --- | --- | --------------------------------------------------------------------------------------- |
| 11月7日  | Enter Enter MISSION!                                                                                  | あんこうチーム | 「Enter Enter MISSION!」 「それゆけ！乙女の戦車道!!」                                                         | テレビアニメ『ガールズ&パンツァー』エンディングテーマ                                   |
| 11月21日 | ガールズ&パンツァー キャラクターソング vol.1 西住みほ                                                 | 西住みほ（渕上舞） | 「SCHOOL GIRL、はじめます！」 「infinity orbit」                                                              | テレビアニメ『ガールズ&パンツァー』関連曲                                               |
| 2013年   | | | |                                                                                         |
| 7月18日  | ドキドキ！プリキュア ボーカルアルバム1 Jump up, GIRLS!                                                | キュアロゼッタ（渕上舞） | 「CLOVER〜オトメの祈り〜」                                                                                    | テレビアニメ『ドキドキ！プリキュア』イメージソング                                      |
| 8月7日   | ガールズ&パンツァー ファンディスクCD ディープパンツァーCDです！                                       | あんこうチーム | 「戦車道行進曲」 「雪の進軍」                                                                                 | テレビアニメ『ガールズ&パンツァー』関連曲                                               |
| 9月14日  | ラブリンク                                                                                            | 吉田仁美、黒沢ともよ with ドキドキ！プリキュア | 「この空の向こう〜ドキドキ！プリキュアといっしょ〜」                                                          | テレビアニメ『ドキドキ！プリキュア』関連曲                                              |
| 10月23日 | たからもの                                                                                            | 相田マナ（生天目仁美）、菱川六花（寿美菜子）、四葉ありす（渕上舞） | 「たからもの」                                                                                                | 劇場アニメ『映画 ドキドキ！プリキュア マナ結婚!!?未来につなぐ希望のドレス』テーマソング |
| 10月30日 | ブルー・フィールド                                                                                    | Trident | 「ブルー・フィールド」 「Innocent Blue」                                                                      | テレビアニメ『蒼き鋼のアルペジオ -アルス・ノヴァ-』エンディングテーマ                   |
| 11月6日  | ドキドキ！プリキュア ボーカルアルバム2 〜100%プリキュアDAYS☆〜                                        | キュアロゼッタ（渕上舞） | 「大切なタカラモノ」                                                                                          | テレビアニメ『ドキドキ！プリキュア』イメージソング                                      |
| 11月6日  | 私の宝石箱                                                                                            | ペトラルカ・アン・エルダント三世（渕上舞） | 「私の宝石箱」                                                                                                | テレビアニメ『アウトブレイク・カンパニー』エンディングテーマ                            |
| 11月6日  | 私の宝石箱                                                                                            | ペトラルカ・アン・エルダント三世（渕上舞） | 「Sweet Magic」                                                                                               | テレビアニメ『アウトブレイク・カンパニー』関連曲                                        |
| 12月11日 | アウトブレイク･カンパニー キャラクターソング・ミニアルバム                                            | ペトラルカ・アン・エルダント三世（渕上舞） | 「瞳はアクアブルー」                                                                                          | テレビアニメ『アウトブレイク・カンパニー』関連曲                                        |
| 2014年   | | | |                                                                                         |
| 1月29日  | Won(*3*)Chu KissMe!/Kiss(and)Love                                                                     | SAKURA*TRICK | 「Won(*3*)Chu KissMe!」                                                                                       | テレビアニメ『桜Trick』オープニングテーマ                                               |
| 1月29日  | Won(*3*)Chu KissMe!/Kiss(and)Love                                                                     | SAKURA*TRICK | 「Kiss(and)Love」                                                                                             | テレビアニメ『桜Trick』関連曲                                                           |
| 2月26日  | SAKURA♪SONG 03                                                                                        | 池野楓（渕上舞） | 「Girl meet girl」                                                                                            | テレビアニメ『桜Trick』関連曲                                                           |
| 3月19日  | 地下すぎてアンダーグラウンド                                                                          | 地下すぎプリンセス | 「地下すぎてアンダーグラウンド」                                                                              | テレビアニメ『地下すぎアイドル あかえちゃん』エンディングテーマ                         |
| 3月19日  | 恋のネイキッドダンス                                                                                  | 地下すぎプリンセス | 「恋のネイキッドダンス」                                                                                      | テレビアニメ『地下すぎアイドル あかえちゃん』エンディングテーマ                         |
| 4月9日   | SAKURA♪SONG ALBUM SAKURA*SAKU -桜*作-                                                                 | SAKURA*TRICK | 「VENUS -be us!-」 「Kiss(and)Love」                                                                          | テレビアニメ『桜Trick』関連曲                                                           |
| 4月16日  | 無情なる挑戦状                                                                                        | 地下すぎプリンセス | 「無情なる挑戦状」                                                                                            | テレビアニメ『地下すぎアイドル あかえちゃん』関連曲                                     |
| 4月30日  | THE IDOLM@STER CINDERELLA MASTER 028 北条加蓮                                                         | 北条加蓮（渕上舞） | 「薄荷 -ハッカ-」                                                                                             | ゲーム『アイドルマスター シンデレラガールズ』関連曲                                     |
| 5月21日  | ムーンライト・ラビリンス                                                                              | 地下すぎプリンセス | 「ムーンライト・ラビリンス」                                                                                  | テレビアニメ『地下すぎアイドル あかえちゃん』エンディングテーマ                         |
| 5月21日  | 青春ラプソディ                                                                                        | 地下すぎプリンセス | 「青春ラプソディ」                                                                                            | テレビアニメ『地下すぎアイドル あかえちゃん』エンディングテーマ                         |
| 5月21日  | 何だっけ!?アイドル                                                                                    | 地下すぎプリンセス | 「何だっけ!?アイドル」                                                                                        | テレビアニメ『地下すぎアイドル あかえちゃん』エンディングテーマ                         |
| 5月21日  | 何だっけ!?アイドル                                                                                    | 地下すぎプリンセス | 「AMANOJA・く…テレパシー」                                                                                    | テレビアニメ『地下すぎアイドル あかえちゃん』関連曲                                     |
| 6月25日  | Purest Blue                                                                                           | Trident | 「Purest Blue」 「Blue Sky」                                                                                  | テレビアニメ『蒼き鋼のアルペジオ -アルス・ノヴァ-』関連曲                               |
| 6月25日  | Purest Blue                                                                                           | イオナ（渕上舞） | 「Starlight」 「Starry Night」                                                                                | テレビアニメ『蒼き鋼のアルペジオ -アルス・ノヴァ-』関連曲                               |
| 12月17日 | THE IDOLM@STER CINDERELLA MASTER Cool jewelries! 002                                                  | 川島瑞樹（東山奈央）、白坂小梅（桜咲千依）、アナスタシア（上坂すみれ）、神谷奈緒（松井恵理子）、北条加蓮（渕上舞） | 「オルゴールの小箱」 「ゴキゲンParty Night」                                                                  | ゲーム『アイドルマスター シンデレラガールズ』関連曲                                     |
| 12月17日 | THE IDOLM@STER CINDERELLA MASTER Cool jewelries! 002                                                  | 北条加蓮（渕上舞） | 「蛍火」 | ゲーム『アイドルマスター シンデレラガールズ』関連曲                                     |
| 12月28日 | t7s Longing for summer                                                                                | セブンスシスターズ | 「Star☆Glitter」                                                                                              | ゲーム『Tokyo 7th シスターズ』関連曲                                                    |
| 12月28日 | ネコガミ様に聞いてみて！&ドララドラ                                                                   | 竜王更紗（渕上舞） | 「ネコガミ様に聞いてみて！」 「ドララドラ」                                                                   | 『音楽少女』関連曲                                                                      |
| 2015年   | | | |                                                                                         |
| 1月28日  | Blue Snow                                                                                             | Trident | 「Blue Snow」 「Sentimental Blue」 「Lovely Blue」                                                            | 劇場アニメ『劇場版 蒼き鋼のアルペジオ -アルス・ノヴァ- DC』関連曲                       |
| 1月28日  | Blue Snow                                                                                             | イオナ（渕上舞） | 「蒼きココロで」                                                                                              | 劇場アニメ『劇場版 蒼き鋼のアルペジオ -アルス・ノヴァ- DC』関連曲                       |
| 2月4日   | 魔法少女オーバーエイジ -kawaii songs collection-                                                      | 桂ゆかり（渕上舞） | 「アンチエイザー」                                                                                            | 『魔法少女オーバーエイジ』関連曲                                                        |
| 2月18日  | 青春サツバツ論                                                                                        | 3年E組うた担 | 「青春サツバツ論」                                                                                            | テレビアニメ『暗殺教室』オープニングテーマ                                              |
| 3月18日  | 〜TRΛNSMISSION〜                                                                                      | KΛNΛTΛ（渕上舞） | 「Star☆Tripper」 「COSMIC GIRL」 「グラヴィティ」 「Synchronize」 「HEART CONTACT」 「TRΛNSMISSION」 「宙詩」 |                                                                                         |
| 3月27日  | 暗殺教室 BD・DVD第1巻特典CD                                                                           | 潮田渚（渕上舞）、茅野カエデ（洲崎綾） | 「青春サツバツ論」                                                                                            | テレビアニメ『暗殺教室』関連曲                                                          |
| 4月22日  | blue moment                                                                                           | ソルラルBOB | 「blue moment」                                                                                               | テレビアニメ『えとたま』エンディングテーマ                                              |
| 4月24日  | 暗殺教室 BD・DVD第2巻特典CD                                                                           | 潮田渚（渕上舞）、赤羽業（岡本信彦） | 「青春サツバツ論」                                                                                            | テレビアニメ『暗殺教室』関連曲                                                          |
| 5月20日  | H-A-J-I-M-A-L-B-U-M-!!                                                                                | セブンスシスターズ | 「Sparkle☆Time!!」                                                                                            | ゲーム『Tokyo 7th シスターズ』関連曲                                                    |
| 5月27日  | 自力本願レボリューション                                                                              | 3年E組うた担 | 「自力本願レボリューション」                                                                                  | テレビアニメ『暗殺教室』オープニングテーマ                                              |
| 5月29日  | 暗殺教室 BD・DVD第3巻特典CD                                                                           | 3年E組修学旅行4班 | 「青春サツバツ論」                                                                                            | テレビアニメ『暗殺教室』オープニングテーマ                                              |
| 6月26日  | 暗殺教室 BD・DVD第4巻特典CD                                                                           | 3年E組カバ担 | 「学園天国」                                                                                                  | テレビアニメ『暗殺教室』関連曲                                                          |
| 6月26日  | 3STARS                                                                                                | 竜王更紗（渕上舞） | 「サクラ・グッドバイ」                                                                                        | 『音楽少女』関連曲                                                                      |
| 7月1日   | えとたま キャラクターソングミニアルバム (4) 秘湯に願いを！今夜はホット・アンド・スイート              | チュウたん（大原さやか）、シャアたん（生天目仁美）、メイたん（渕上舞） | 「秘湯に願いを！今夜はホット・アンド・スイート」                                                              | テレビアニメ『えとたま』関連曲                                                          |
| 7月1日   | えとたま キャラクターソングミニアルバム (4) 秘湯に願いを！今夜はホット・アンド・スイート              | メイたん（渕上舞） | 「Twinkle Peace」 「blue moment」                                                                             | テレビアニメ『えとたま』関連曲                                                          |
| 7月30日  | 暗殺教室 BD・DVD第5巻特典CD                                                                           | 潮田渚（渕上舞）、赤羽業（岡本信彦） | 「自力本願レボリューション」                                                                                  | テレビアニメ『暗殺教室』関連曲                                                          |
| 8月14日  | Summer Little Rainbow＆フライング・ソーサー                                                           | 竜王更紗（渕上舞） | 「Summer Little Rainbow」 「フライング・ソーサー」                                                            | 『音楽少女』関連曲                                                                      |
| 9月16日  | Blue Destiny                                                                                          | Trident | 「Blue Destiny」 「Blue Rain」                                                                                | 劇場アニメ『劇場版 蒼き鋼のアルペジオ -アルス・ノヴァ- Cadenza』関連曲                  |
| 9月16日  | Blue Destiny                                                                                          | イオナ（渕上舞）、ハルナ（山村響） | 「Crystal Way」                                                                                               | 劇場アニメ『劇場版 蒼き鋼のアルペジオ -アルス・ノヴァ- Cadenza』関連曲                  |
| 9月16日  | Blue Destiny                                                                                          | タカオ（沼倉愛美）、イオナ（渕上舞） | 「Blazing Nova」                                                                                              | 劇場アニメ『劇場版 蒼き鋼のアルペジオ -アルス・ノヴァ- Cadenza』関連曲                  |
| 9月16日  | 蒼き鋼のアルペジオ -アルス・ノヴァ- Blue Field キャラクターSongs Vol.2                                | イオナ（渕上舞）、ヤマト（中原麻衣） | 「さようなら」                                                                                                | アニメ『蒼き鋼のアルペジオ -アルス・ノヴァ-』関連曲                                     |
| 9月25日  | 暗殺教室 BD・DVD第7巻特典CD                                                                           | 潮田渚（渕上舞）、茅野カエデ（洲崎綾） | 「自力本願レボリューション」                                                                                  | テレビアニメ『暗殺教室』関連曲                                                          |
| 10月14日 | THE IDOLM@STER CINDERELLA GIRLS ANIMATION PROJECT 2nd season 05                                       | Triad Primus | 「Trancing Pulse」 「できたてEvo! Revo! Generaion!」                                                          | テレビアニメ『アイドルマスター シンデレラガールズ』挿入歌                               |
| 12月29日 | Justability                                                                                           | 千歳ハル（沼倉愛美）、熊谷絵里（瀬戸麻沙美）、竜王更紗（渕上舞） | 「Justability」                                                                                               | 『音楽少女』関連曲                                                                      |
| 12月29日 | Justability                                                                                           | 竜王更紗（渕上舞） | 「コアクマ・スマイリー」                                                                                      | 『音楽少女』関連曲                                                                      |
| 10月30日 | 暗殺教室 BD・DVD第8巻特典CD                                                                           | 3年E組カバ担［潮田渚（渕上舞）］ | 「Hello,shooting-star」                                                                                       | テレビアニメ『暗殺教室』関連曲                                                          |
| 2016年   | | | |                                                                                         |
| 2月17日  | BLUE                                                                                                  | Trident | 「BLUE」 「Blue Moon」 「ブルー・フィールド 〜Finale〜」                                                      | テレビアニメ『蒼き鋼のアルペジオ -アルス・ノヴァ-』関連曲                               |
| 2月17日  | BLUE                                                                                                  | イオナ（渕上舞）、タカオ（沼倉愛美） | 「アオノムコウ」                                                                                              | テレビアニメ『蒼き鋼のアルペジオ -アルス・ノヴァ-』関連曲                               |
| 2月17日  | BLUE                                                                                                  | ハルナ（山村響）、イオナ（渕上舞） | 「Hello, hello」                                                                                              | テレビアニメ『蒼き鋼のアルペジオ -アルス・ノヴァ-』関連曲                               |
| 2月17日  | BLUE                                                                                                  | イオナ（渕上舞） | 「タカラモノ」                                                                                                | テレビアニメ『蒼き鋼のアルペジオ -アルス・ノヴァ-』関連曲                               |
| 2月24日  | SEVENTH HAVEN                                                                                         | セブンスシスターズ | 「SEVENTH HAVEN」 「FALLING DOWN」                                                                            | ゲーム『Tokyo 7th シスターズ』関連曲                                                    |
| 3月16日  | 遊技機『ガールズ＆パンツァー』ボーカルミニアルバム「音楽道、はじめました！」                          | あんこうチーム | 「GOING PANZER WAY!」 「DreamRiser」                                                                          | パチスロ『ガールズ＆パンツァー』関連曲                                                  |
| 3月30日  | THE IDOLM@STER CINDERELLA GIRLS ANIMATION PROJECT ORIGINAL SOUNDTRACK                                 | 島村卯月（大橋彩香）、本田未央（原紗友里）、渋谷凛（福原綾香）、神谷奈緒（松井恵理子）、北条加蓮（渕上舞） | 「STORY」 | テレビアニメ『アイドルマスター シンデレラガールズ』関連曲                               |
| 5月3日   | 魔法少女オーバーエイジ-the second brew of Magic-                                                      | 桂ゆかり（渕上舞） | 「repeat regret」                                                                                             | 『魔法少女オーバーエイジ』関連曲                                                        |
| 8月3日   | ☆STARRY☆                                                                                              | ミリオ（渕上舞） | 「RE//BORN」                                                                                                  | 『1000ちゃん』関連曲                                                                    |
| 9月28日  | 暗殺教室 ベストアルバム 〜Music Memories〜                                                            | 3年E組 | 「旅立ちのうた」                                                                                              | テレビアニメ『暗殺教室』挿入歌                                                          |
| 10月19日 | START UP, DREAM!!                                                                                     | with | 「START UP, DREAM!!」 「追い風は ハリケーン」                                                                 | 『アイドル事変』関連曲                                                                  |
| 10月26日 | THE IDOLM@STER CINDERELLA GIRLS STARLIGHT MASTER 06 Love∞Destiny                                      | 佐久間まゆ（牧野由依）、北条加蓮（渕上舞）、小日向美穂（津田美波）、多田李衣菜（青木瑠璃子）、緒方智絵里（大空直美） | 「Love∞Destiny (M@STER VERSION)」                                                                             | ゲーム『アイドルマスター シンデレラガールズ スターライトステージ』関連曲                |
| 2017年   | | | |                                                                                         |
| 1月11日  | 微熱✝ロマネスク✝                                                                                      | ミリオ（渕上舞）、プリマ（洲崎綾） | 「BURNING⇔LOVE」                                                                                              | 『1000ちゃん』関連曲                                                                    |
| 1月11日  | 微熱✝ロマネスク✝                                                                                      | 1000ちゃん（新田恵海）、ミリオ（渕上舞）、プリマ（洲崎綾） | 「☆PARTY☆LOVE☆」                                                                                              | 『1000ちゃん』関連曲                                                                    |
| 1月25日  | 歌え！ 愛の公約                                                                                       | SMILE♥X | 「歌え！ 愛の公約」                                                                                           | テレビアニメ『アイドル事変』オープニングテーマ                                          |
| 1月25日  | 歌え！ 愛の公約                                                                                       | SMILE♥X | 「ザッツマイポリ」                                                                                            | ゲーム『アイドル事変』関連曲                                                            |
| 2月1日   | THE IDOLM@STER CINDERELLA GIRLS STARLIGHT MASTER 08 BEYOND THE STARLIGHT                              | 城ヶ崎莉嘉（山本希望）、緒方智絵里（大空直美）、北条加蓮（渕上舞）、川島瑞樹（東山奈央）、大槻唯（山下七海） | 「BEYOND THE STARLIGHT（M@STER VERSION）」                                                                    | ゲーム『アイドルマスター シンデレラガールズ スターライトステージ』関連曲                |
| 2月1日   | THE IDOLM@STER CINDERELLA GIRLS STARLIGHT MASTER 08 BEYOND THE STARLIGHT                              | 北条加蓮（渕上舞） | 「Frozen Tears」                                                                                              | ゲーム『アイドルマスター シンデレラガールズ スターライトステージ』関連曲                |
| 2月8日   | THE IDOLM@STER CINDERELLA MASTER EVERMORE                                                             | アナスタシア（上坂すみれ）、緒方智絵里（大空直美）、神谷奈緒（松井恵理子）、川島瑞樹（東山奈央）、輿水幸子（竹達彩奈）、小早川紗枝（立花理香）、佐久間まゆ（牧野由依）、白坂小梅（桜咲千依）、高森藍子（金子有希）、十時愛梨（原田ひとみ）、日野茜（赤﨑千夏）、北条加蓮（渕上舞）、星輝子（松田颯水）、堀裕子（鈴木絵理）、三村かな子（大坪由佳） | 「ゴキゲンParty Night」                                                                                       | ゲーム『アイドルマスター シンデレラガールズ』関連曲                                     |
| 2月22日  | Respect                                                                                               | with | 「Respect」                                                                                                   | テレビアニメ『アイドル事変』エンディングテーマ                                          |
| 2月22日  | Respect                                                                                               | with | 「ジャックイン・ドリーマー」                                                                                  | ゲーム『アイドル事変』関連曲                                                            |
| 3月22日  | アイドル事変 第1巻 特典CD                                                                             | SMILE♥X | 「ときめき Full Throttle SMILE♥Xバージョン」                                                                  | ゲーム『アイドル事変』関連曲                                                            |
| 5月13日  | THE IDOLM@STER CINDERELLA GIRLS 5thLIVE TOUR Serendipity Parade!!! 宮城・石川・大阪 会場オリジナルCD  | 北条加蓮（渕上舞） | 「Love∞Destiny（M@STER VERSION）」                                                                            | ゲーム『アイドルマスター シンデレラガールズ スターライトステージ』関連曲                |
| 5月24日  | アイドル事変 第3巻 特典CD                                                                             | 鬼丸靜（渕上舞） | 「I Wish, I Believe」                                                                                         | ゲーム『アイドル事変』関連曲                                                            |
| 6月21日  | ガールズ&パンツァー キャラクターソングアルバム「わたしたちも音楽道、はじめました！」                  | 西住みほ（渕上舞） | 「I Found My Way」                                                                                            | テレビアニメ『ガールズ&パンツァー』関連曲                                               |
| 6月24日  | THE IDOLM@STER CINDERELLA GIRLS 5thLIVE TOUR Serendipity Parade!!! 静岡・幕張・福岡 会場オリジナルCD  | 北条加蓮（渕上舞） | 「BEYOND THE STARLIGHT（M@STER VERSION）」                                                                    | ゲーム『アイドルマスター シンデレラガールズ スターライトステージ』関連曲                |
| 7月26日  | WORLD'S END                                                                                           | セブンスシスターズ | 「WORLD'S END」 「PUNCH'D RANKER」                                                                            | ゲーム『Tokyo 7th シスターズ』関連曲                                                    |
| 10月11日 | アクションヒロイン チアフルーツ BD第1巻特典CD                                                         | カミダイオー（渕上舞） | 「超天界カミダイオー」                                                                                        | テレビアニメ『アクションヒロイン チアフルーツ』オープニングテーマ                       |
| 10月18日 | Caligula-カリギュラ- セルフカバーコレクション ostinato                                                | ウィキッド（渕上舞） | 「コスモダンサー」                                                                                            | ゲーム『Caligula -カリギュラ-』関連曲                                                   |
| 12月6日  | THE IDOLM@STER CINDERELLA GIRLS LITTLE STARS! 秋めいて Ding Dong Dang!                                | アナスタシア（上坂すみれ）、佐々木千枝（今井麻夏）、速水奏（飯田友子）、北条加蓮（渕上舞）、新田美波（洲崎綾） | 「秋めいて Ding Dong Dang!」                                                                                  | テレビアニメ『アイドルマスター シンデレラガールズ劇場』エンディングテーマ               |
| 12月13日 | Enter Enter MISSION! 最終章ver.                                                                       | あんこうチーム | 「Enter Enter MISSION! 最終章ver.」                                                                           | OVA『ガールズ&パンツァー 最終章』エンディングテーマ                                     |
| 12月13日 | Enter Enter MISSION! 最終章ver.                                                                       | あんこうチーム | 「Long and Shining Road」                                                                                     | OVA『ガールズ&パンツァー 最終章』イメージソング                                         |
| 2018年   | | | |                                                                                         |
| 3月8日   | アイドルマスター シンデレラガールズ WILD WIND GIRL 第5巻特装版特典CD                                  | 神谷奈緒（松井恵理子）、北条加蓮（渕上舞） | 「Love∞Destiny（M@STER VERSION）」                                                                            | 漫画『アイドルマスター シンデレラガールズ WILD WIND GIRL』関連曲                        |
| 4月11日  | THE IDOLM@STER CINDERELLA GIRLS MASTER SEASONS SPRING!                                                | 二宮飛鳥（青木志貴）、藤原肇（鈴木みのり）、北条加蓮（渕上舞） | 「未完成の歴史」                                                                                              | ゲーム『アイドルマスター シンデレラガールズ』関連曲                                     |
| 6月6日   | ON STAGE LIFE                                                                                         | 音楽少女 | 「ON STAGE LIFE」                                                                                             | テレビアニメ『音楽少女』挿入歌                                                          |
| 6月6日   | ON STAGE LIFE                                                                                         | 音楽少女 | 「ON STAGE LIFE (Taishi ReMix)」                                                                              | テレビアニメ『音楽少女』関連曲                                                          |
| 7月18日  | terzetto rhapsody                                                                                     | H☆E☆S | 「terzetto rhapsody」                                                                                         | テレビアニメ『音楽少女』挿入歌                                                          |
| 7月18日  | terzetto rhapsody                                                                                     | H☆E☆S | 「terzetto rhapsody (Taishi ReMix)」                                                                          | テレビアニメ『音楽少女』関連曲                                                          |
| 7月25日  | お願いマーガレット                                                                                    | 音楽少女 | 「お願いマーガレット」                                                                                        | テレビアニメ『音楽少女』挿入歌                                                          |
| 8月8日   | シャイニング・ピース                                                                                  | 音楽少女 | 「シャイニング・ピース」                                                                                      | テレビアニメ『音楽少女』エンディングテーマ                                              |
| 8月8日   | シャイニング・ピース                                                                                  | 音楽少女 | 「シャイニング・ピース（Taishi ReMix）」                                                                      | テレビアニメ『音楽少女』関連曲                                                          |
| 8月17日  | Alternative Girls Character Song Collection                                                           | 朝比奈乃々（伊藤美来）、吉良小百合（本渡楓）、シルビア＝リヒター（渕上舞）、真野桜子（大久保瑠美）、悠木美弥花（竹達彩奈） | 「Link」 | ゲーム『オルタナティブガールズ』関連曲                                                  |
| 8月29日  | Let's sing!!                                                                                          | H☆E☆S | 「Let's sing!!」                                                                                              | テレビアニメ『音楽少女』挿入歌                                                          |
| 8月29日  | Let's sing!!                                                                                          | 竜王更紗（渕上舞） | 「コイキュウ」                                                                                                | テレビアニメ『音楽少女』関連曲                                                          |
| 9月3日   | - | 北条加蓮（渕上舞） | 「お願い！シンデレラ」                                                                                        | ゲーム『アイドルマスター シンデレラガールズ スターライトステージ』関連曲                |
| 9月26日  | シャイニング・ピーシーズ                                                                              | 音楽少女 | 「シャイニング・ピース」                                                                                      | テレビアニメ『音楽少女』挿入歌                                                          |
| 9月26日  | シャイニング・ピーシーズ                                                                              | 竜王更紗（渕上舞） | 「シャイニング・ピース」                                                                                      | テレビアニメ『音楽少女』関連曲                                                          |
| 10月31日 | THE IDOLM@STER CINDERELLA MASTER Trust me                                                             | THE IDOLM@STER CINDERELLA GIRLS! | 「Trust me」                                                                                                  | ゲーム『アイドルマスター シンデレラガールズ』関連曲                                     |
| 10月31日 | THE IDOLM@STER CINDERELLA MASTER Trust me                                                             | THE IDOLM@STER CINDERELLA GIRLS for BEST5! | 「君への詩」                                                                                                  | ゲーム『アイドルマスター シンデレラガールズ』関連曲                                     |
| 11月9日  | THE IDOLM@STER CINDERELLA GIRLS 6thLIVE MERRY-GO-ROUNDOME!!! MASTER SEASONS SPRING! SOLO REMIX        | 北条加蓮（渕上舞） | 「未完成の歴史」                                                                                              | ゲーム『アイドルマスター シンデレラガールズ』関連曲                                     |
| 12月12日 | THE IDOLM@STER CINDERELLA GIRLS STARLIGHT MASTER 24 Trinity Field                                     | 渋谷凛（福原綾香）、北条加蓮（渕上舞）、神谷奈緒（松井恵理子） | 「Trinity Field（M@STER VERSION）」                                                                           | ゲーム『アイドルマスター シンデレラガールズ スターライトステージ』関連曲                |
| 2019年   | | | |                                                                                         |
| 5月22日  | HEAVEN'S RAVE                                                                                         | AXiS | 「HEAVEN'S RAVE」 「COCYTUS」                                                                                 | ゲーム『Tokyo 7th シスターズ』関連曲                                                    |
| 7月24日  | キミと1000☆SATION!!                                                                                   | 1000ちゃん（新田恵海）, ミリオ（渕上舞）, プリマ（洲崎綾）, 七沢十和（高田憂希）, 八尋百（大野柚布子） | 「キミと1000☆SATION!!」                                                                                       | 『1000ちゃん』関連曲                                                                    |
| 8月14日  | THE IDOLM@STER CINDERELLA GIRLS STARLIGHT MASTER 31 Pretty Liar                                       | 島村卯月（大橋彩香）、小日向美穂（津田美波）、五十嵐響子（種﨑敦美）、渋谷凛（福原綾香）、北条加蓮（渕上舞）、神谷奈緒（松井恵理子）、本田未央（原紗友里）、日野茜（赤﨑千夏）、高森藍子（金子有希） | 「Stage Bye Stage」                                                                                           | ゲーム『アイドルマスター シンデレラガールズ スターライトステージ』関連曲                |
| 11月28日 | - | 衣音（渕上舞）、ぺた子（洲崎綾）、凛（景山梨彩） | 「夏幻」 | ゲーム『僕の彼女は人魚姫!?』オープニングテーマ                                          |
| 11月28日 | - | 衣音（渕上舞）、ぺた子（洲崎綾）、凛（景山梨彩） | 「君に伝えたいこと」                                                                                          | ゲーム『僕の彼女は人魚姫!?』エンディングテーマ                                          |
| 2020年   | | | |                                                                                         |
| 1月22日  | THE IDOLM@STER CINDERELLA MASTER 夢をのぞいたら                                                       | THE IDOLM@STER CINDERELLA GIRLS! | 「夢をのぞいたら」                                                                                            | ゲーム『アイドルマスター シンデレラガールズ』関連曲                                     |
| 1月22日  | THE IDOLM@STER CINDERELLA MASTER 夢をのぞいたら                                                       | 本田未央（原紗友里）、北条加蓮（渕上舞）、遊佐こずえ（花谷麻妃） | 「夢をのぞいたら」                                                                                            | ゲーム『アイドルマスター シンデレラガールズ』関連曲                                     |
| 1月22日  | THE IDOLM@STER CINDERELLA MASTER 夢をのぞいたら                                                       | THE IDOLM@STER CINDERELLA GIRLS for BEST5! | 「Sun!High!Gold!」                                                                                            | ゲーム『アイドルマスター シンデレラガールズ』関連曲                                     |
| 1月22日  | THE IDOLM@STER CINDERELLA MASTER 夢をのぞいたら                                                       | 本田未央（原紗友里）、北条加蓮（渕上舞）、一ノ瀬志希（藍原ことみ）、鷺沢文香（M・A・O）、佐久間まゆ（牧野由依） | 「Trust me」                                                                                                  | ゲーム『アイドルマスター シンデレラガールズ』関連曲                                     |
| 2月14日  | THE IDOLM@STER CINDERELLA GIRLS 7thLIVE TOUR Special 3chord♪ Glowing Rock! 会場オリジナルCD           | 北条加蓮（渕上舞） | 「Trinity Field（M@STER VERSION）」                                                                           | ゲーム『アイドルマスター シンデレラガールズ スターライトステージ』関連曲                |
| 2月19日  | THE IDOLM@STER CINDERELLA MASTER 3chord for the Dance!                                                | 小日向美穂（津田美波）、佐藤心（花守ゆみり）、北条加蓮（渕上舞） | 「躍るFLAGSHIP」                                                                                              | ゲーム『アイドルマスター シンデレラガールズ』関連曲                                     |
| 2月19日  | THE IDOLM@STER CINDERELLA GIRLS STARLIGHT MASTER 36 義勇忍侠花吹雪                                    | 北条加蓮（渕上舞）、神谷奈緒（松井恵理子） | 「虹」 | ゲーム『アイドルマスター シンデレラガールズ スターライトステージ』関連曲                |
| 9月16日  | THE IDOLM@STER CINDERELLA GIRLS STARLIGHT MASTER GOLD RUSH! 01 Go Just Go!                            | 夢見りあむ（星希成奏）、大槻唯（山下七海）、北条加蓮（渕上舞）、佐藤心（花守ゆみり）、一ノ瀬志希（藍原ことみ）、鷹富士茄子（森下来奈）、棟方愛海（藤本彩花）、川島瑞樹（東山奈央）、五十嵐響子（種﨑敦美） | 「Go Just Go!（M@STER VERSION）」                                                                             | ゲーム『アイドルマスター シンデレラガールズ スターライトステージ』関連曲                |
| 9月16日  | THE IDOLM@STER CINDERELLA GIRLS STARLIGHT MASTER GOLD RUSH! 01 Go Just Go!                            | 北条加蓮（渕上舞） | 「Go Just Go!（M@STER VERSION）」                                                                             | ゲーム『アイドルマスター シンデレラガールズ スターライトステージ』関連曲                |
| 12月2日  | THE IDOLM@STER CINDERELLA MASTER Never ends ＆ Brand new!                                             | THE IDOLM@STER CINDERELLA GIRLS for BEST5! | 「Never ends」                                                                                                | ゲーム『アイドルマスター シンデレラガールズ』関連曲                                     |
| 12月28日 | ALcot characterSong coLLection                                                                        | なずな（淵上舞） | 「花も嵐もセンセーション なずなちゃんReMIX」                                                                  | ゲーム『鬼ごっこ！ Portable』オープニングテーマ                                         |
| 2021年   | | | |                                                                                         |
| 3月17日  | IT'S A PERFECT BLUE                                                                                   | セブンスシスターズ | 「Shooting Sky」                                                                                              | ゲーム『Tokyo 7th シスターズ』関連曲                                                    |
| 10月6日  | Alternative Girls Best Memorial Collection                                                            | シルビア＝リヒター（淵上舞） | 「カイゼルの花」                                                                                              | ゲーム『オルタナティブガールズ』関連曲                                                  |
| 12月15日 | 六本木サディスティックナイト                                                                          | 鬼川ナツ（田辺留依）、大場ミサト（小岩井ことり）、弓長ハル（渕上舞）、栗原アズサ（豊田萌絵） | 「六本木サディスティックナイト 〜Night Jewel Version〜」                                                      | ゲーム『六本木サディスティックナイト』関連曲                                            |
| 12月15日 | 六本木サディスティックナイト                                                                          | 弓長ハル（渕上舞） | 「雨のち七色の未来」                                                                                          | ゲーム『六本木サディスティックナイト』関連曲                                            |
| 12月22日 | THE IDOLM@STER CINDERELLA GIRLS STARLIGHT MASTER GOLD RUSH! 14 レッド・ソール                         | 北条加蓮（渕上舞） | 「God knows…」                                                                                                | ゲーム『アイドルマスター シンデレラガールズ スターライトステージ』関連曲                |
| 2022年   | | | |                                                                                         |
| 1月26日  | THE IDOLM@STER CINDERELLA MASTER キセキの証 & Let's Sail Away!!! & ココカラミライヘ！                 | 十時愛梨（原田ひとみ）、神崎蘭子（内田真礼）、渋谷凛（福原綾香）、塩見周子（ルゥティン）、島村卯月（大橋彩香）、高垣楓（早見沙織）、安部菜々（三宅麻理恵）、本田未央（原紗友里）、北条加蓮（渕上舞）、鷺沢文香（M・A・O） | 「ココカラミライヘ！」                                                                                        | ゲーム『アイドルマスター シンデレラガールズ』関連曲                                     |
| 1月26日  | THE IDOLM@STER CINDERELLA MASTER キセキの証 & Let's Sail Away!!! & ココカラミライヘ！ 特別限定盤      | 北条加蓮（渕上舞） | 「ココカラミライヘ！」                                                                                        | ゲーム『アイドルマスター シンデレラガールズ』関連曲                                     |
| 2月16日  | パチンコ・パチスロ『ガールズ&パンツァー 劇場版』ボーカルミニアルバム「音楽道、まだまだ邁進中です!!!」 | あんこうチーム | 「Keep On Marching」                                                                                          | パチンコ・パチスロ『ガールズ&パンツァー 劇場版』関連曲                                  |
| 2月16日  | パチンコ・パチスロ『ガールズ&パンツァー 劇場版』ボーカルミニアルバム「音楽道、まだまだ邁進中です!!!」 | 西住みほ（渕上舞）、西住まほ（田中理恵）、ダージリン（喜多村英梨）、ケイ（川澄綾子）、アンチョビ（吉岡麻耶）、カチューシャ（金元寿子）、西絹代（瀬戸麻沙美）、ミカ（能登麻美子） | ブレイブハーツ・アッセンブル」                                                                                | パチンコ・パチスロ『ガールズ&パンツァー 劇場版』関連曲                                  |
| 2月16日  | パチンコ・パチスロ『ガールズ&パンツァー 劇場版』ボーカルミニアルバム「音楽道、まだまだ邁進中です!!!」 | 西住みほ（渕上舞）、西住まほ（田中理恵） | 「piece of youth 西住流」                                                                                     | パチンコ・パチスロ『ガールズ&パンツァー 劇場版』関連曲                                  |
| 8月3日   | THE IDOLM@STER CINDERELLA GIRLS STARLIGHT MASTER R/LOCK ON! 07 ストリート・ランウェイ                 | 北条加蓮（渕上舞）、五十嵐響子（種﨑敦美）、高森藍子（金子有希） | 「ピンキージョーンズ」                                                                                        | ゲーム『アイドルマスター シンデレラガールズ スターライトステージ』関連曲                |
| 9月3日   | THE IDOLM@STER CINDERELLA GIRLS LIKE4LIVE #cg_ootd 会場オリジナルCD                                   | 北条加蓮（渕上舞） | 「夢をのぞいたら」                                                                                            | ゲーム『アイドルマスター シンデレラガールズ スターライトステージ』関連曲                |
| 9月3日   | THE IDOLM@STER CINDERELLA GIRLS LIKE4LIVE #cg_ootd 会場オリジナルCD                                   | 北条加蓮（渕上舞） | 「Sun!High!Gold!」                                                                                            | ゲーム『アイドルマスター シンデレラガールズ スターライトステージ』関連曲                |
| 12月30日 | Majoram Therapie -ももクロ×シンデレラ ver.-                                                           | ももいろクローバーZ、THE IDOLM@STER CINDERELLA GIRLS | 「Majoram Therapie」                                                                                          | ゲーム『アイドルマスター シンデレラガールズ スターライトステージ』関連曲                |
| 2023年   | | | |                                                                                         |
| 1月11日  | THE IDOLM@STER CINDERELLA GIRLS STARLIGHT MASTER R/LOCK ON! 12 No One Knows                           | 八神マキノ（二ノ宮ゆい）、速水奏（飯田友子）、荒木比奈（田辺留依）、北条加蓮（渕上舞） | 「No One Knows（M@STER VERSION）」                                                                            | ゲーム『アイドルマスター シンデレラガールズ スターライトステージ』関連曲                |
| 7月19日  | THE IDOLM@STER CINDERELLA GIRLS STARLIGHT MASTER PLATINUM NUMBER 04 Majoram Therapie                  | 夢見りあむ（星希成奏）、西園寺琴歌（安齋由香里）、大槻唯（山下七海）、北条加蓮（渕上舞） | 「Majoram Therapie」                                                                                          | ゲーム『アイドルマスター シンデレラガールズ スターライトステージ』関連曲                |
| 9月27日  | TVアニメ「ガールズ＆パンツァー」10周年ベストアルバム                                                  | 西住みほ（渕上舞）、ダージリン（喜多村英梨）、ケイ（川澄綾子）、アンチョビ（吉岡麻耶）、カチューシャ（金元寿子）、西住まほ（田中理恵） | 「Enter Enter MISSION! 第63回戦車道全国高校生大会ver.」                                                       | テレビアニメ『ガールズ&パンツァー』関連曲                                               |
| 2024年   | | | |                                                                                         |
| 3月20日  | THE IDOLM@STER CINDERELLA GIRLS STARLIGHT MASTER HEART TICKER! 04 D-ark L-ily's Grin                  | 北条加蓮（渕上舞）、速水奏（飯田友子） | 「D-ark L-ily's Grin（M@STER VERSION）」                                                                      | ゲーム『アイドルマスター シンデレラガールズ スターライトステージ』関連曲                |
| 3月20日  | THE IDOLM@STER CINDERELLA GIRLS STARLIGHT MASTER HEART TICKER! 04 D-ark L-ily's Grin                  | 北条加蓮（渕上舞） | 「D-ark L-ily's Grin（M@STER VERSION）」                                                                      | ゲーム『アイドルマスター シンデレラガールズ スターライトステージ』関連曲                |
| 2025年   | | | |                                                                                         |
| 6月4日   | 素敵☆Brand New World!!                                                                                | 1000ちゃん（新田恵海）、ミリオ（渕上舞）、プリマ（洲崎綾） | 「素敵☆Brand New World!!」                                                                                    | 『LBパチスロ1000ちゃんA』関連楽曲                                                       |

### その他参加楽曲
| 発売日        | 商品名                                    | 歌 | 楽曲                        | 備考                                                       |
| ------------- | ----------------------------------------- | --- | --------------------------- | ---------------------------------------------------------- |
| 2013年4月17日 | Twinkle Voice 〜声の贈り物〜              | 渕上舞、宝木久美 | 「淋しい熱帯魚」            |                                                            |
| 2013年4月17日 | Twinkle Voice 〜声の贈り物〜              | Twinkle Voice All Stars | 「空も飛べるはず」          |                                                            |
| 2017年2月8日  | THE IDOLM@STER CINDERELLA MASTER EVERMORE | 大橋彩香、福原綾香、原紗友里、藍原ことみ、青木志貴、青木瑠璃子、飯田友子、五十嵐裕美、今井麻夏、上坂すみれ、内田真礼、桜咲千依、大空直美、大坪由佳、金子真由美、金子有希、木村珠莉、黒沢ともよ、佐藤亜美菜、下地紫野、洲崎綾、鈴木絵理、髙野麻美、高森奈津美、立花理香、種﨑敦美、千菅春香、東山奈央、長島光那、原優子、早見沙織、春瀬なつみ、渕上舞、牧野由依、松井恵理子、松嵜麗、三宅麻理恵、村中知、杜野まこ、安野希世乃、山下七海、山本希望、佳村はるか、ルゥティン、和氣あず未 | 「EVERMORE（4thLIVE MIX）」 | ゲーム『アイドルマスター シンデレラガールズ』関連曲        |
| 2017年8月9日  | 未来Symphony                              | 水瀬いのり、渕上舞、大西沙織、豊田萌絵、田澤茉純 | 「未来Symphony」            | ゲーム『ららマジ』オープニングテーマ                       |
| 2024年5月29日 | CrosSing Collection vol.4                 | 渕上舞 | 「ヒトリノ夜」              | カバーソングプロジェクト『CrosSing - Music＆Voice-』関連曲 |

## ライブ

### 合同ライブ
| 出演日               | タイトル                                                                                       | 会場                                       |
| -------------------- | ---------------------------------------------------------------------------------------------- | ------------------------------------------ |
| 2013年4月28日        | ガールズ＆パンツァー ハートフル・タンク・カーニバル                                            | ディファ有明（東京都）                     |
| 2014年11月30日       | THE IDOLM@STER CINDERELLA GIRLS 2ndLIVE PARTY M@GIC!!                                          | 国立代々木第一体育館（東京都）             |
| 2015年5月31日        | t7s 1st Anniversary Live 15'→34' H-A-J-I-M-A-L-I-V-E-!! in Zepp Tokyo                          | Zepp Tokyo（東京都）                       |
| 2016年8月21日        | t7s 2nd Anniversary Live 16'→30'→34' -INTO THE 2ND GEAR- in PACIFICO Yokohama                  | パシフィコ横浜国立大ホール（神奈川県）     |
| 2016年8月26日        | Animelo Summer Live 2016 刻-TOKI-                                                              | さいたまスーパーアリーナ（埼玉県）         |
| 2016年8月28日        | ガールズ＆パンツァー 第2次ハートフル・タンク・カーニバル                                       | パシフィコ横浜 国立大ホール（神奈川県）    |
| 2016年10月16日       | THE IDOLM@STER CINDERELLA GIRLS 4thLIVE TriCastle 346 Castle                                   | さいたまスーパーアリーナ（埼玉県）         |
| 2017年4月22日・23日  | t7s 3rd Anniversary Live 17'→XX' -CHAIN THE BLOSSOM- in Makuhari Messe                         | 幕張イベントホール（千葉県）               |
| 2017年7月29日・30日  | THE IDOLM@STER CINDERELLA GIRLS 5thLIVE TOUR Serendipity Parade!!!                             | 西日本総合展示場 新館（福岡県）            |
| 2018年3月3日         | アイドルマスター シンデレラガールズ劇場 すぷりんぐふぇすてぃばる 2018                          | 舞浜アンフィシアター（千葉県）             |
| 2018年10月20日       | Tokyo 7th シスターズ 4th Anniversary Live -FES!! AND YOUR LIGHT- in Makuhari Messe             | 幕張イベントホール（千葉県）               |
| 2018年12月1日・2日   | THE IDOLM@STER CINDERELLA GIRLS 6thLIVE MERRY-GO-ROUNDOME!!!                                   | ナゴヤドーム（愛知県）                     |
| 2020年2月15日・16日  | THE IDOLM@STER CINDERELLA GIRLS 7thLIVE TOUR Special 3chord♪ Glowing Rock!                     | 京セラドーム大阪（大阪府）                 |
| 2021年1月10日        | THE IDOLM@STER CINDERELLA GIRLS Broadcast & LIVE Happy New Yell!!!                             | 幕張メッセ国際展示場 1-3番ホール（千葉県） |
| 2021年10月2日・3日   | THE IDOLM@STER CINDERELLA GIRLS 10th ANNIVERSARY M@GICAL WONDERLAND TOUR!!! MerryMaerchen Land | 西日本総合展示場 新館（福岡県）            |
| 2022年4月2日・3日    | THE IDOLM@STER CINDERELLA GIRLS 10th ANNIVERSARY M@GICAL WONDERLAND!!!                         | ベルーナドーム（埼玉県）                   |
| 2022年5月14日        | バンダイナムコエンターテインメントフェスティバル 2nd                                           | ZOZOマリンスタジアム（千葉県）             |
| 2022年11月26日・27日 | THE IDOLM@STER CINDERELLA GIRLS Twinkle LIVE Constellation Gradation                           | ベルーナドーム（埼玉県）                   |
| 2022年12月18日       | Tokyo 7th シスターズ 6+7+8th Anniversary Live Along the way                                    | ぴあアリーナMM（神奈川県）                 |
| 2022年12月31日       | 第6回ももいろ歌合戦                                                                            | 日本武道館（東京都）                       |
| 2023年2月11日        | THE IDOLM@STER M@STERS OF IDOL WORLD!!!!! 2023                                                 | 東京ドーム（東京都）                       |
| 2023年9月9日・10日   | THE IDOLM@STER CINDERELLA GIRLS Shout out Live!!!                                              | 愛知県国際展示場 ホールA（愛知県）         |
| 2024年4月6日         | THE IDOLM@STER CINDERELLA GIRLS UNIT LIVE TOUR ConnecTrip! 大阪公演                            | Zepp Osaka Bayside（大阪府）               |